# Saxifraga zayuensis
Saxifraga zayuensis är en stenbräckeväxtart som beskrevs av Tsue Chih Ku. Saxifraga zayuensis ingår i Bräckesläktet som ingår i familjen stenbräckeväxter. Inga underarter finns listade i Catalogue of Life.